# Streblus microphylla
Streblus microphylla är en mullbärsväxtart som beskrevs av Wilhelm Sulpiz Kurz. Streblus microphylla ingår i släktet Streblus och familjen mullbärsväxter. Inga underarter finns listade i Catalogue of Life.